# Bocula marginata
Bocula marginata är en fjärilsart som beskrevs av Moore 1882. Bocula marginata ingår i släktet Bocula och familjen nattflyn. Inga underarter finns listade i Catalogue of Life.